# جيان ماركو كاليري
جيان ماركو كاليري (بالإيطالية: Gianmarco Calleri)‏ هو لاعب كرة قدم إيطالي في مركز مهاجم ‏، ولد في 10 يناير 1942 في بوسالا في إيطاليا. لعب مع نادي لاتسيو ونادي مونزا ونادي نوفارا.